# Platypalpus xanthopodus
Platypalpus xanthopodus är en tvåvingeart som beskrevs av Axel Leonard Melander 1927. Platypalpus xanthopodus ingår i släktet Platypalpus och familjen puckeldansflugor. Inga underarter finns listade i Catalogue of Life.